# Беляни (Ліпський повіт)
Беляни (пол. Bielany) — село в Польщі, у гміні Цепелюв Ліпського повіту Мазовецького воєводства.
Населення — 93 особи (2011).
У 1975-1998 роках село належало до Радомського воєводства.

## Демографія
Демографічна структура станом на 31 березня 2011 року:
|          | Загалом | Допрацездатний вік | Працездатний вік | Постпрацездатний вік |
| -------- | ------- | ------------------ | ---------------- | -------------------- |
| Чоловіки | 51      | 7                  | 32               | 12                   |
| Жінки    | 42      | 7                  | 18               | 17                   |
| Разом    | 93      | 14                 | 50               | 29                   |